# شهرستان لورین (اوهایو)
شهرستان لورین، اوهایو (به انگلیسی: Lorain County, Ohio) یک سکونتگاه مسکونی در ایالات متحده آمریکا است که در اوهایو واقع شده‌است.